# Pfarrkirche Rum

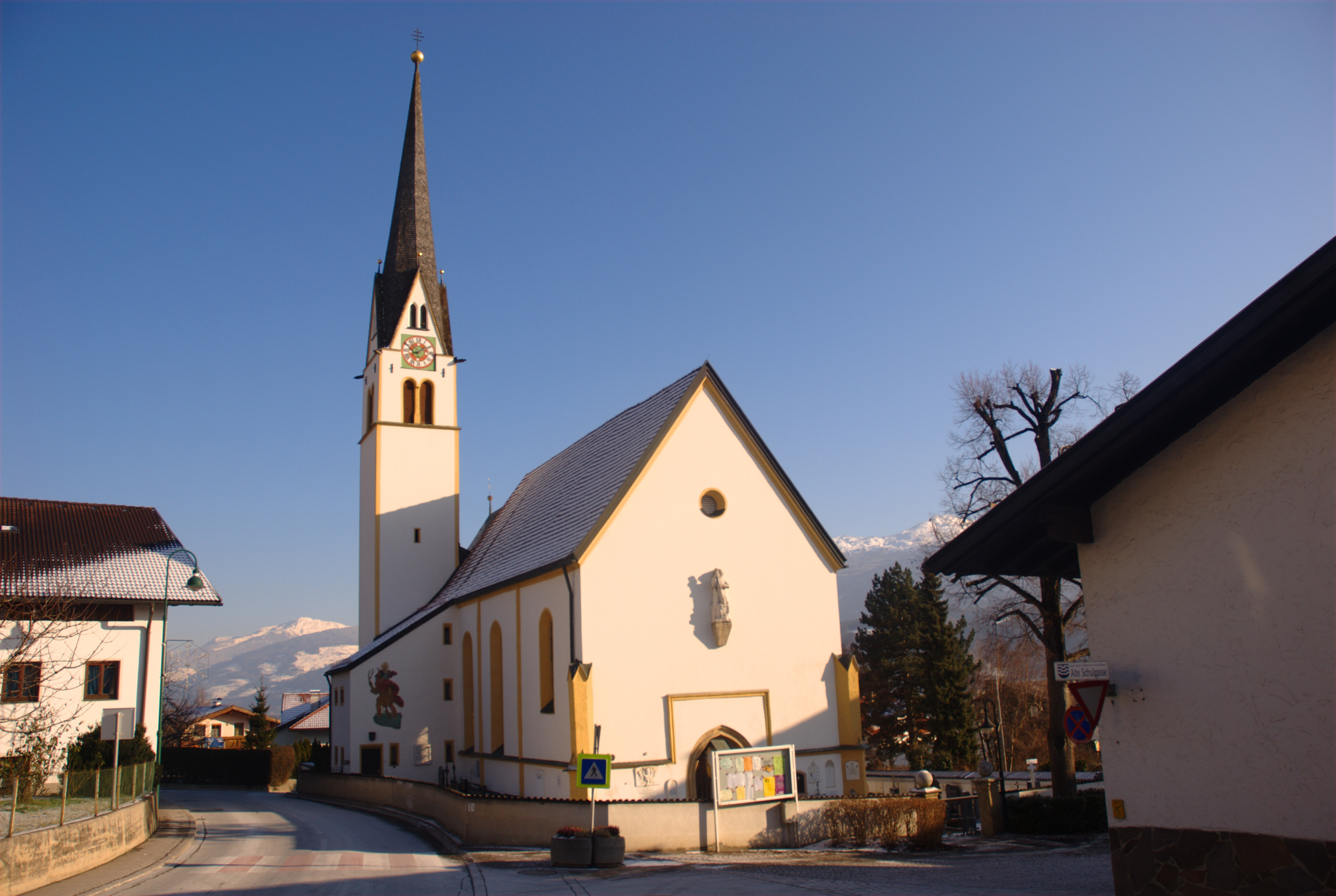
Katholische Pfarrkirche hl. Georg in Rum

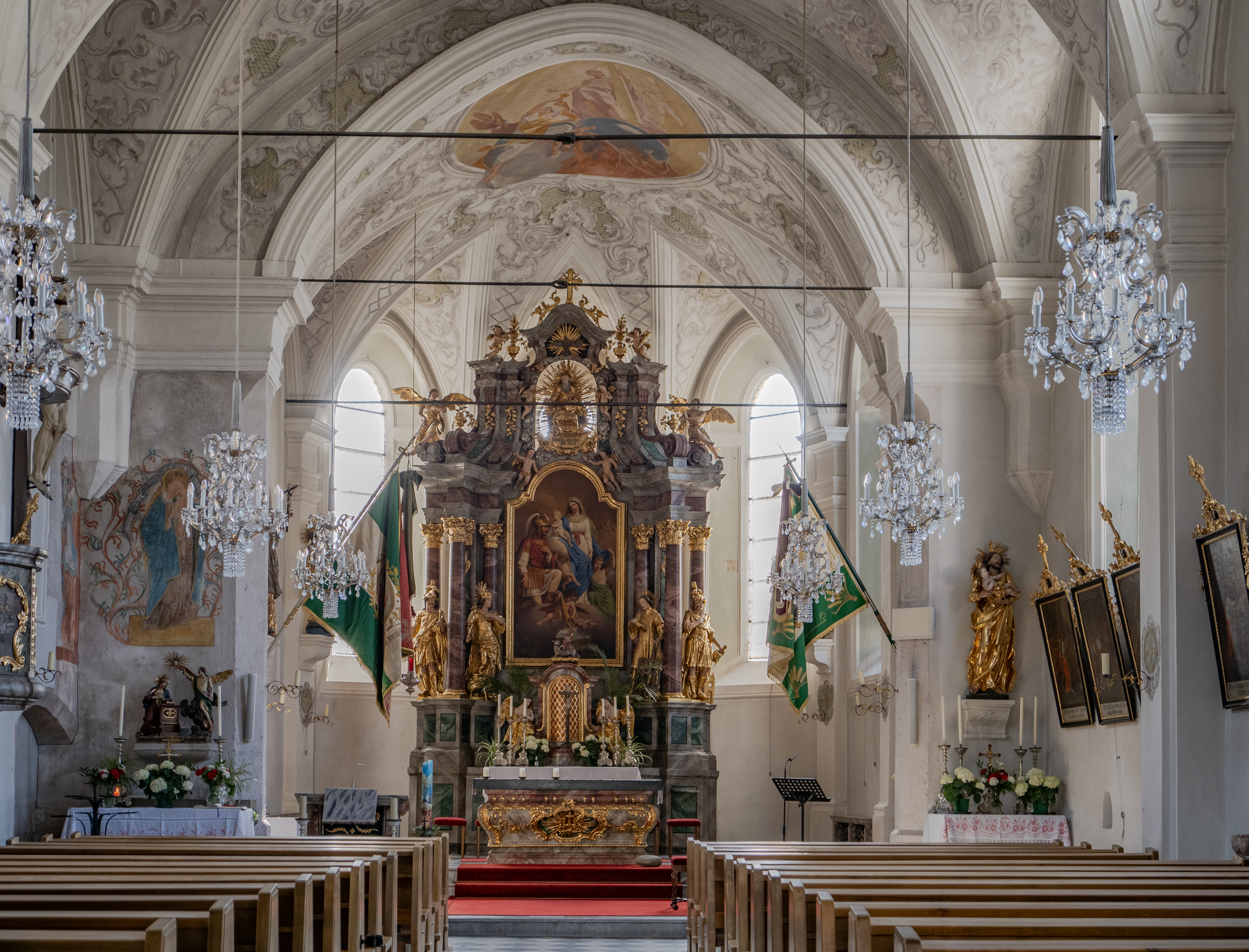
Blick zum Hochaltar

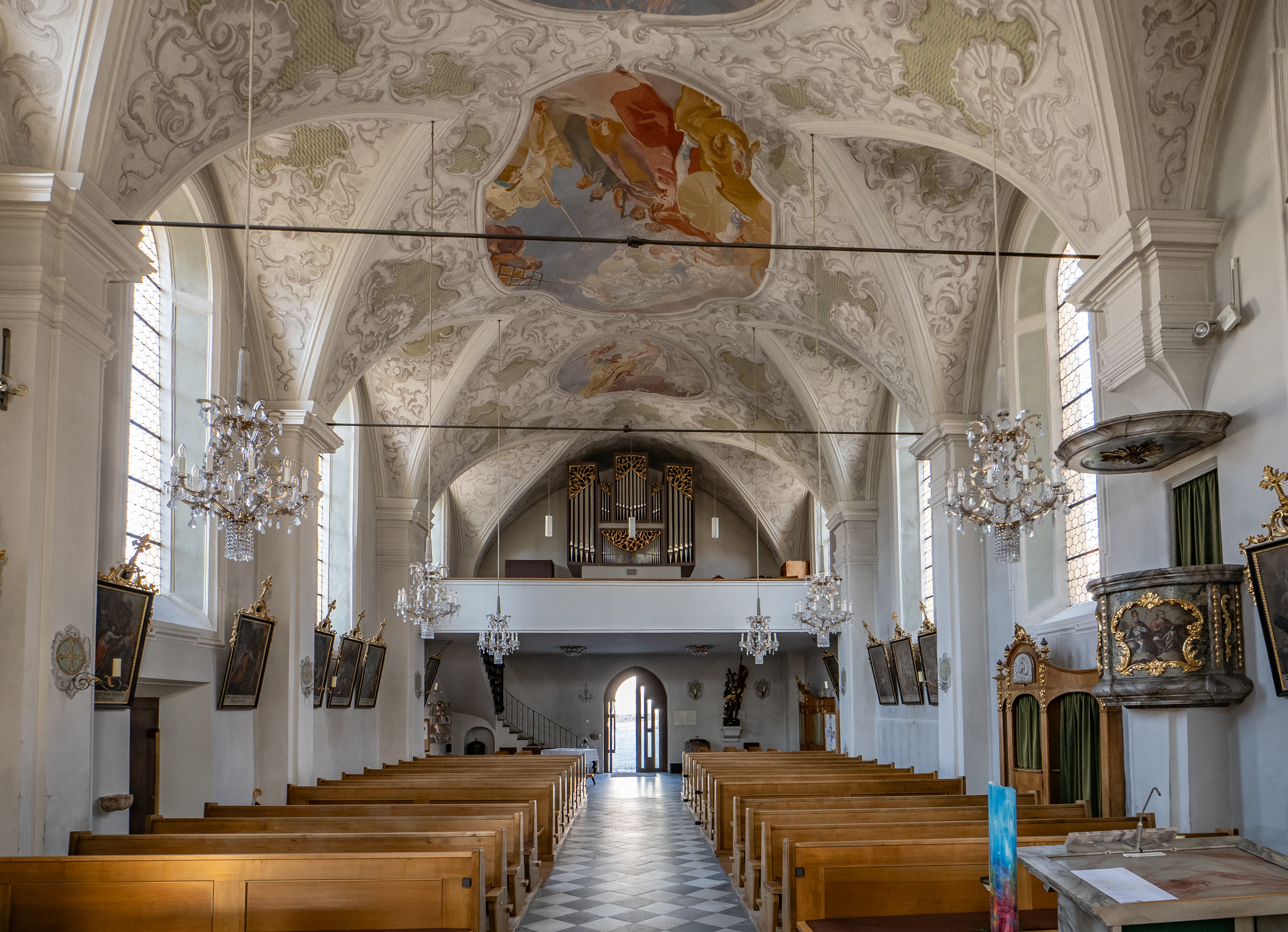
Blick zur Empore

Die römisch-katholische Pfarrkirche Rum steht in der Dorfmitte der Marktgemeinde Rum im Bezirk Innsbruck-Land im Bundesland Tirol. Die dem Patrozinium hl. Georg unterstellte Pfarrkirche gehört zum Dekanat Innsbruck in der Diözese Innsbruck. Die Kirche und der Friedhof stehen unter Denkmalschutz (Listeneintrag).

## Geschichte
Urkundlich wurde 1337 eine Kirche genannt. Die spätgotische Kirche wurde um 1470 erbaut und im dritten Viertel des 18. Jahrhunderts barockisiert. Die Kirche wurde 1864, 1928 und 1966/1968 restauriert. Die Kirche wurde 1948 zur Pfarrkirche erhoben.

## Architektur
Die Kirche ist südlich und westlich von einem Friedhof umgeben.
Das Kirchenäußere zeigt ein Langhaus mit einem leicht eingezogenen Chor mit einem polygonalen Schluss, die Fassaden sind mit Dreiecklisenen und einem Kaffgesims gegliedert, im Westen und an der Südostecke des Langhauses befinden sich übereck gestellte Strebepfeiler. Das Süd- und Westportal sind dreifach gekehlt. Die westliche Vorhalle aus 1966/1968 hat eine Tür mit Metallreliefs. Der gotische Turm steht in der nördlichen Chorecke, er hat gekuppelte rundbogige Schallfenster und trägt einen Giebelspitzhelm. Östlich vom Turm schließt die Sakristei an.
Das Kircheninnere zeigt ein vierjochiges barockisiertes Langhaus und einen einjochigen Chor mit einem Fünfachtelschluss, die Wände zeigen anstelle der gotischen Wandvorlagen toskanische Pilaster, von den Stichkappentonnengewölben wurden die gotischen Rippen entfernt. Die Westempore und die Orgel sind aus 1966/1968. Der gotisch abgefaste Triumphbogen hat einen leichten Spitzbogen mit barocken Profilen. Die Rundbogenfenster sind schmal. Die Sakristei ist gratgewölbt.
Die gotischen Wandmalereien um 1474 zeigen an der Chornordwand von Vierpassen gerahmte Evangelistensymbole und an der nördlichen Triumphbogenwand eine 1959 freigelegte Madonna mit einer Stifterinschrift 1474 und anschließend im Langhaus das Fragment eines Freskos Kampf des hl. Georg mit dem Drachen. Die barocke Gewölbemalerei wurde 1864 übermalt und 1966 freigelegt und von Wolfram Köberl barockisierend erneuert.

## Einrichtung
Der Hochaltar aus dem zweiten Viertel des 18. Jahrhunderts zeigt das Altarblatt Madonna mit hl. Georg von Josef Arnold aus dem ersten Viertel des 19. Jahrhunderts, er trägt die Statuen der Heiligen Sebastian, Vitus, Laurentius und Florian aus der Mitte des 18. Jahrhunderts und ein Herz Jesu Bild in einem Rosengitterrahmen aus dem dritten Viertel des 18. Jahrhunderts.
Der linke Seitenaltar trägt auf einer gotischen Mensa die Schnitzgruppe Verkündigung Mariä aus der zweiten Hälfte des 18. Jahrhunderts. Der rechte Seitenaltar trägt auf Konsolen den hl. Josef und darunter die Heiligen Notburga und Isidor, alle aus dem 18. Jahrhundert.
Die Weihnachtskrippe hat Figuren der Ginerwerkstatt aus der Mitte des 19. Jahrhunderts.